# Pikéthy Gusztáv
Pikéthy Gusztáv (Kisfalud, 1805. – Solymosbucsa, 1876. november 17.) honvéd vezérőrnagy.

## Életrajza
Francia eredetű családban született. 1822-ben lépett a császári hadseregbe hadapródként. 1839-től százados volt a 2. (Hannover) huszárezredben. 1845-től ezredének parancsnoka Kiss Ernő lett, de ebben az ezredben szolgált a későbbi vértanúk közül Vécsey Károly és Nagysándor József is.
1848-tavaszán alakulata a Bánátban állomásozott, így részt vett a délvidéki harcokban. Többször kitüntette magát, októbertől őrnagy, januártól alezredesi rangot kapott. Február 12-én léptették elő ezredessé és az ezred parancsnokává. Februártól Damjanich délről kivont hadosztályával a főhadszíntérre került és részt vett a tavaszi hadjárat ütközeteiben. Április végén megkapta a Magyar Katonai Érdemrend III. osztályát. A peredi csatában a III. hadtest lovashadosztályának parancsnokaként vett részt. Az itt nyújtott teljesítményéért június 26-án vezérőrnaggyá léptették elő és a feldunai hadsereg lovassági parancsnoka lett. Hat ezred lovasság élén vett részt a komáromi csatákban. Az 1849. július 11-ei komáromi csatában az ő feladata lett volna, hogy a császári sereg centrumán áttörve utat nyisson a magyar elvonulás számára. Pikéthy nem a kellő időben támadott, ezért később a kudarcért őt tették felelőssé.
Beteget jelentett és elszakadva a főseregtől jelentkezett Mészáros Lázárnál. A további harcokban nem vett részt. 
A szabadságharc bukása után bujkált, majd 1850-ben önként jelentkezett a császári hatóságoknál. Tíz év várfogságra ítélték. 1854. április 24-én kapott kegyelmet. Ezután Orczyfalván gazdálkodott. 1867-ben a Temes vármegyei Honvédegylet elnöke lett.